# Réaction intermoléculaire
 (novembre 2021).
Si vous disposez d'ouvrages ou d'articles de référence ou si vous connaissez des sites web de qualité traitant du thème abordé ici, merci de compléter l'article en donnant les références utiles à sa vérifiabilité et en les liant à la section « Notes et références ».
En chimie, une réaction intermoléculaire est une réaction qui fait intervenir deux ou plusieurs entités moléculaires, par opposition à une réaction intramoléculaire. Le mode intermoléculaire est couramment utilisé en synthèse organique.
Une réaction qui fait intervenir deux entités moléculaires est dite bimoléculaire ; dans l'exemple suivant, un atome libre réagit avec une molécule :
C(s) + H2O(g) → CO(g) + H2(g).
Les réactions trimoléculaires sont rarissimes car la probabilité que trois entités entrent en collision simultanément est extrêmement faible.